# 木谷高明
木谷 高明（きだに たかあき、1960年〈昭和35年〉6月6日 - ）は、日本のゲームクリエイター、起業家。株式会社ブシロード代表取締役社長兼CEO。株式会社ブロッコリーおよび株式会社ブシロード創業者。石川県金沢市出身。東京都練馬区在住。学位は経済学士（武蔵大学・1984年）。血液型はA型。
ブシロードの株式の多くを保有しており、資産管理会社である「株式会社中野坂上」および親族・銀行信託の間接出資を含めると、出資比率は58.33%（2022年9月27日現在）となり、同社の支配株主に位置付けられていたが、2025年8月15日一部株式を売却したことで間接保有込49.99%に低下し、支配株主の要件から外れた（筆頭株主ではある）。また、ブシロード傘下のプロレス団体「新日本プロレスリング」「スターダム」のオーナーとしても知られている。
ブシロードレスリングなどではキッダーニ男爵（キッダーニだんしゃく）名義での活動を行っている。
株式会社ブロッコリー代表取締役社長、株式会社ブシロードグループパブリッシング代表取締役社長、新日本プロレスリング株式会社取締役会長、株式会社ブシロードメディア代表取締役社長、株式会社ブシロードミュージック代表取締役社長などを歴任した。

## 来歴

### 生い立ち
星稜高等学校を経て武蔵大学経済学部を卒業後、1984年に山一證券入社。アメリカ勤務などをこなし、同世代の勉強会である透水会の初代会長を務めた。同僚には鮎川純太がいた。

### ブロッコリーを創業
1994年に山一證券を退職。同年3月25日、ベンチャー企業のブロッコリーを設立し、代表取締役社長に就任した。当初はイベント運営を主な業務とし、1994年から1998年まで同人誌即売会「コミックキャッスル」を開催した。1996年にはキャラクターグッズ販売店「ゲーマーズ」の1号店を開店。「DC（デジタルキャラクター）マーケット」のキャッチフレーズを掲げ、キャラクタービジネスを中心にアニメ、ゲームなど多角的に展開した。1998年に始まるデ・ジ・キャラットのヒットで業績を伸ばし、2001年にはJASDAQに上場を果たした。
しかし急激な事業拡大が祟り、2000年には赤字転落。2003年にタカラ（現・タカラトミー）の支援を受け同社の傘下に入った。
2005年5月26日には代表取締役社長を辞任し、代表取締役会長兼最高開発責任者となりコンテンツ開発機能の強化を行うとされた。2006年10月19日にはブロッコリーの代表権を返上し、取締役会長兼最高開発責任者となり、経営は現経営陣に一任し企画開発・プロデュースに専念するとされた。その後、2007年4月26日付で取締役会長兼最高開発責任者を辞任、自ら創業したブロッコリーの経営から完全に離れた。

### ブシロードを創業

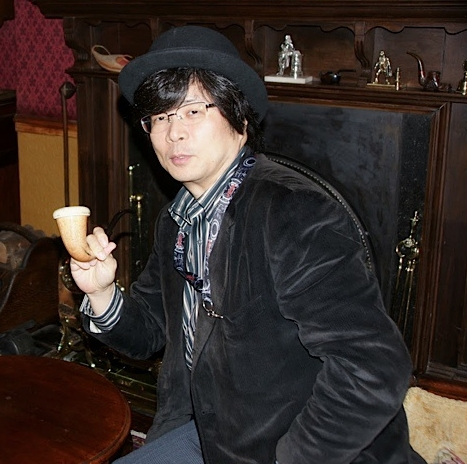
2010年、シャーロック・ホームズ博物館にて

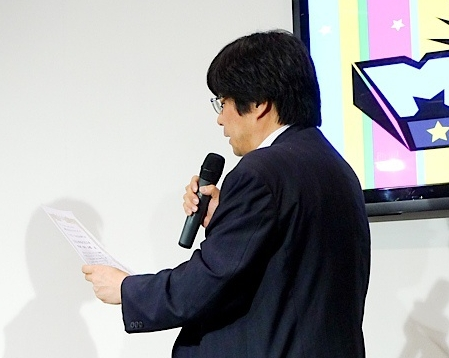
2010年11月、「アニメ・フェスティバル・アジア」にて

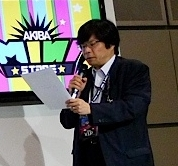
2010年11月、「アニメ・フェスティバル・アジア」にて

2007年5月、カードゲーム商品等を手がける会社としてブシロードを設立し、代表取締役社長に就任した。社名の由来は、ブロッコリー時代に自ら主導で企画しながら諸事情で映像化が果たせなかった『熱風海陸ブシロード』にちなんでいる。小説版の執筆や世界観設定・監修を担当していた吉田直は2004年に既に他界していたため、吉田の両親に対し「どうか、新会社の名に直君の作品名を下さい」と直接相談し、了承をもらったうえで命名している。
2012年1月、自身が所有するブシロードグループパブリッシングを通じて、ユークスから新日本プロレスリングの全株式を5億円で取得した。それにともない、谷口行規の後任として新日本プロレスリング取締役会長に就任した。同年2月には新日本プロレスリングより第三者割当増資を引き受け、発行済み株式の23.3%を保有する株主になった。なお、2013年9月24日に会長を辞任を発表し、以降はオーナーとしてバックアップに専念することを宣言している。
2013年12月31日、社名の由来となった『熱風海陸ブシロード』が特別番組としてテレビアニメ化され、木谷にとっての10年越しの悲願を果たした（完成に合わせて吉田の実家を訪問し、墓前報告を行っている）。
2014年8月5日、ブシロードのトレーディングカードゲームおよび日本のエンターテインメントを東南アジアや世界に広げるため、3年程シンガポールを拠点に活動する予定であると本人のTwitterで明かした。
2016年、内藤哲也がIWGPヘビー級王座奪取以降何かとリングの上やインタビューなどで口撃のターゲットにされている。

### ブシロード社長を退任、一取締役へ
2017年10月20日に開催される株主総会においてブシロード代表取締役社長の座を降り、一取締役としてデジタルコンテンツ部本部長兼広報宣伝部部長、並びに子会社であるブシロードミュージックの代表取締役社長に就任し、“コンテンツ作りの最前線”についた。その理由として木谷は「役員クラスとなると、どうしても現場から離れがちになる」「ブランドと版権と流通力がない会社は、役員クラスが現場を熟知する必要がある」とし、「徐々に自分自身から後進へとバトンタッチさせて行く」意向も明らかにしている。
2018年3月までで先述のシンガポール常駐を終え、日本を拠点に戻し本格的にものづくりに力を入れていくとしている。

### 再びブシロード代表取締役に就任
2020年6月19日、コンテンツ作りの最前線で一定の成果を出せたこと、また新型コロナウイルス感染症によるリスク回避のためこれまで以上に確実で迅速な経営判断ができる体制へ強化することを目的として、2代目のブシロード代表取締役社長に就いている橋本義賢をそのままに、新たに木谷が代表取締役会長に就任した。
2022年7月1日付で、再びブシロード代表取締役社長に就任した。これは同年7月26日公表予定の中期経営計画に基づくものとされている。

## 人物・エピソード
メガネ、スーツ、七三分けがトレードマークで、イベントやラジオ番組によく出演する。1990年に結婚し、1男2女をもうけている。
2012年4月9日に行われた、ダルビッシュ有のデビューマウンドでもあるアメリカ大リーグのシアトル・マリナーズ対テキサス・レンジャーズの試合の始球式を務めた。これはブシロードが2012年から、レンジャーズ本拠地であるレンジャーズ・ボールパーク・イン・アーリントンのバックネット裏広告を展開したことによる。
趣味はプロレス、特にWWEとPRIDEのファンで時間を見つけては海外まで行く程である。酒豪であるが、大の甘党でもあり、特に和菓子、チョコレート等が好物である。
あかほりさとると親交が深く、月刊コミックブレイド2012年11月号より連載された『業界偉人伝 ジンカン 〜人の間はおもしろく生きる〜 木谷高明物語』では脚本を担当している。長島☆自演乙☆雄一郎と交流があり、2010年には木谷の誕生日パーティーと長島の壮行会が合同で開催された。
「ブシロードレスリング」では、黒の帽子や仮面で正体を隠し、「キッダーニ男爵」を名乗ってリングに登場することがある。プロレスの試合中はセコンドを務めているが、相手側陣営から「あれ、木谷社長だろ」と指摘されることもある。自身が企画を担当する『ヴァンガードTV』においても、いつもどおりの衣装で木谷として出演することもあれば、正体を隠してキッダーニ男爵として出演することもあった。同番組中において、レギュラー出演者の森嶋秀太より、木谷とキッダーニ男爵が同一人物であることが明かされた。なお、ブシロード傘下のプロレス団体である新日本プロレスやスターダムでは、キッダーニ男爵としては登場しない。
星稜高校の1年後輩である元プロレスラーの馳浩を、文部科学大臣在任中の2016年3月31日・4月1日に開催された東京ドームでの「ラブライブ! μ's Final LoveLive!〜μ'sic Forever♪♪♪♪♪♪♪♪♪〜」に招待している。
BanG_Dream!でリアルバンドとしても活躍しているPoppin'Partyの楽曲で一番好きなのは走り始めたばかりのキミに。

## 履歴

### 学歴・職歴
- 1984年（昭和59年）3月 - 武蔵大学経済学部卒業。
- 1984年（昭和59年）4月 - 山一證券株式会社入社[25]。
- 1994年（平成6年）3月 - 株式会社ブロッコリー設立 代表取締役社長[25]。
- 2001年（平成13年）10月 - ブロッコリー音楽出版株式会社設立 代表取締役社長[26]。
- 2002年（平成14年）10月 - 有限会社ナカ企画設立 代表取締役社長。
- 2005年（平成17年）5月 - 株式会社ブロッコリー代表取締役会長兼CDO（英語版）[27]。
- 2006年（平成18年）10月 - 株式会社ブロッコリー取締役会長兼CDO[7]。
- 2007年（平成19年）4月 - 株式会社ブロッコリー アドバイザー[28]。
- 2007年（平成19年）5月 - 株式会社ブシロード設立 代表取締役社長[25]。
- 2012年（平成24年）1月 - 新日本プロレスリング株式会社取締役会長[10]。
- 2014年（平成26年）8月 - Bushiroad South East Asia Pte. Ltd.（現・Bushiroad International Pte. Ltd.）CEO[29]。
- 2015年（平成27年）10月 - 株式会社ブシロードメディア代表取締役社長。
- 2017年（平成29年）10月 - 株式会社ブシロード取締役 デジタルコンテンツ本部本部長兼広報宣伝部部長[13][30]。
- 2017年（平成29年）10月 - 株式会社ブシロードミュージック代表取締役社長[25]。
- 2019年（令和元年）11月 - 株式会社キックスロード（現・株式会社ブシロードファイト）非常勤取締役（現任）[31]。
- 2020年（令和2年）2月 - 株式会社ブシロードミュージック取締役会長[32]。
- 2020年（令和2年）2月 - 株式会社ブシロードムーブ取締役会長[32]。
- 2020年（令和2年）4月 - 株式会社ブシロードミュージック・パブリッシング設立 代表取締役社長[32]。
- 2020年（令和2年）6月 - 株式会社ブシロード代表取締役会長[33]。
- 2021年（令和3年）4月 - 株式会社ブシロードミュージック・パブリッシング非常勤取締役[34]。
- 2022年（令和4年）7月 - 株式会社ブシロード代表取締役社長（現任）[35][36]。
- 2022年（令和4年）7月 - 株式会社アルゴナビス代表取締役社長（現任）。
- 2022年（令和4年）9月 - 新日本プロレスリング株式会社非常勤取締役（現任）[2]。

## 現職
- 株式会社ブシロード代表取締役社長兼CEO[37][38]
- 株式会社アルゴナビス代表取締役社長[39]
- character1 JAPAN理事[40]
- 株式会社ブシロードファイト非常勤取締役
- 新日本プロレスリング株式会社非常勤取締役[41]

## 作品一覧

### コンピュータゲーム
2002年
- GALAXY ANGEL - 製作総指揮

2003年
- GALAXY ANGEL Moonlit Lovers - 製作総指揮

2004年
- GALAXY ANGEL Eternal Lovers - 製作総指揮

2005年
- CROSS WORLD 見知らぬ空のエターティア - エグゼクティブプロデューサー
- エミル・クロニクル・オンライン - タイトル原案

2006年
- true tears - 製作総指揮

2008年
- ai sp@ce - 企画

2010年
- 探偵オペラ ミルキィホームズ - 製作総指揮・原案

2012年
- 探偵オペラ ミルキィホームズ 2 - 製作総指揮・原案

2017年
- バンドリ! ガールズバンドパーティ! - 製作総指揮

### テレビアニメ
1999年
- Di Gi Charat - 企画

2001年
- ギャラクシーエンジェル - エグゼクティブプロデューサー
- ちっちゃな雪使いシュガー - 企画

2002年
- アクエリアンエイジ Sign for Evolution - 企画
- ぱにょぱにょデ・ジ・キャラット - エグゼクティブプロデューサー
- ギャラクシーエンジェル（第2期） - 企画
- ぴたテン - 企画
- ギャラクシーエンジェル（第3期） - 企画

2003年
- MOUSE - 企画

2004年
- ギャラクシーエンジェル（第4期） - 企画

2005年
- Canvas2 〜虹色のスケッチ〜 - 企画

2006年
- ギャラクシーエンジェる〜ん - 企画
- ウィンターガーデン - 企画

2009年
- Phantom 〜Requiem for the Phantom〜 - 製作委員会
- ティアーズ・トゥ・ティアラ - エグゼクティブプロデューサー
- ヴァイス・サヴァイヴ - エグゼクティブプロデューサー
- CANAAN - エグゼクティブプロデューサー
- ヴァイス・サヴァイヴR - エグゼクティブプロデューサー

2010年
- 探偵オペラ ミルキィホームズ - 製作総指揮・原案

2011年
- カードファイト!! ヴァンガード - 製作総指揮・原案
- 異国迷路のクロワーゼ The Animation - 企画
- 探偵オペラ ミルキィホームズ サマー・スペシャル - 製作総指揮・原案
- 僕は友達が少ない - 企画

2012年
- 探偵オペラ ミルキィホームズ 第2幕 - 製作総指揮・原案
- 戦姫絶唱シンフォギア - エグゼクティブプロデューサー
- ゼロの使い魔F - プロデューサー
- 輪廻のラグランジェ - 協力
- あの夏で待ってる - 企画
- カードファイト!! ヴァンガード アジアサーキット編 - 製作総指揮・原案
- 探偵オペラ ミルキィホームズ Alternative ONE & TWO - 製作総指揮・原案
- リトルバスターズ! - 企画
- CØDE:BREAKER - 企画

2013年
- D.C.III 〜ダ・カーポIII〜 - 企画
- 僕は友達が少ないNEXT - 企画
- カードファイト!! ヴァンガード リンクジョーカー編 - 製作総指揮・原案
- DEVIL SURVIVOR 2 the ANIMATION - 企画
- 翠星のガルガンティア - 企画
- 変態王子と笑わない猫。 - 企画
- 戦姫絶唱シンフォギアG - エグゼクティブプロデューサー
- ふたりはミルキィホームズ - 製作総指揮・原案
- フリージング ヴァイブレーション - 企画
- リトルバスターズ! 〜Refrain〜 - 企画
- WHITE ALBUM2 - エグゼクティブプロデューサー
- 熱風海陸ブシロード - 原案・総指揮、エグゼクティブ・プロデューサー

2014年
- フューチャーカード バディファイト - 製作総指揮
- ニセコイ - 企画
- カードファイト!! ヴァンガード レギオンメイト編 - 製作総指揮・原案
- カードファイト!! ヴァンガードG - 製作総指揮・原案

2015年
- 探偵歌劇 ミルキィホームズ TD - 製作総指揮・原案
- ニセコイ: - 企画
- フューチャーカード バディファイト100 - 製作総指揮
- 戦姫絶唱シンフォギアGX - エグゼクティブプロデューサー
- カードファイト!! ヴァンガードG ギアースクライシス編 - 製作総指揮・原案

2016年
- フューチャーカード バディファイトDDD - 製作総指揮
- カードファイト!! ヴァンガードG ストライドゲート編 - 製作総指揮・原案
- カードファイト!! ヴァンガードG NEXT編 - 製作総指揮・原案
- 探偵オペラ ミルキィホームズ ファンファンパーリーナイト♪ 〜ケンとジャネットの贈り物〜 - 製作総指揮・原案

2017年
- BanG Dream! - 製作総指揮
- フューチャーカード バディファイトX - 製作総指揮
- 戦姫絶唱シンフォギアAXZ - エグゼクティブプロデューサー
- カードファイト!! ヴァンガードG Z - 製作総指揮・原案
- 探偵オペラ ミルキィホームズ アルセーヌ 華麗なる欲望 - 製作総指揮・原案

2018年
- フューチャーカード バディファイトX オールスターファイト - 製作総指揮
- カードファイト!! ヴァンガード - 製作総指揮・原案
- フューチャーカード 神バディファイト - 製作総指揮
- BanG Dream! ガルパ☆ピコ - 製作総指揮
- 少女☆歌劇 レヴュースタァライト - 企画
- 探偵オペラ ミルキィホームズ サイコの挨拶 - 製作総指揮・原案

2019年
- BanG Dream! 2nd Season - 製作総指揮
- バミューダトライアングル 〜カラフル・パストラーレ〜 - 企画
- 戦姫絶唱シンフォギアXV - エグゼクティブプロデューサー

2020年
- りばあす - 製作総指揮
- BanG Dream! 3rd Season - 製作総指揮
- アルゴナビス from BanG Dream! - 製作総指揮
- カードファイト!! ヴァンガード外伝 イフ-if- - 製作総指揮・原案
- BanG Dream! ガルパ☆ピコ 〜大盛り〜 - 製作総指揮
- アサルトリリィ BOUQUET - 製作指揮
- D4DJ First Mix - 製作総指揮

2021年
- ぷっちみく♪ D4DJ Petit Mix - 企画・製作総指揮
- カードファイト!! ヴァンガード overDress - 製作総指揮・原案
- 擾乱 THE PRINCESS OF SNOW AND BLOOD - 企画
- ヴィジュアルプリズン - 企画
- BanG Dream! ガルパ☆ピコ ふぃーばー! - 製作総指揮
- かぎなど - 企画

2022年
- バンドリ! ガールズバンドパーティ! 5th Anniversary Animation -CiRCLE THANKS PARTY!- - 製作総指揮
- カードファイト!! ヴァンガード will+Dress - 製作総指揮・原案
- BanG Dream! Morfonication - 製作総指揮
- D4DJ Double Mix - 企画

### Webアニメ
2009年
- おんたま! - プロデューサー

2019年
- 少女☆寸劇 オールスタァライト - 企画

2021年
- アサルトリリィ ふるーつ - 製作指揮

### OVA
1999年
- Pia♥キャロットへようこそ!!2 DX - 製作

2000年
- ファーストKiss☆物語 〜Kissからはじまる物語〜 - エグゼクティブプロデューサー

2003年
- デ・ジ・キャラット劇場 ぴよこにおまかせぴょ! - エグゼクティブプロデューサー

2011年
- T.P.さくら 〜タイムパラディンさくら〜 時空樹防衛戦 - プロデューサー
- 英雄伝説 空の軌跡 THE ANIMATION - エグゼクティブプロデューサー

2014年
- リトルバスターズ!EX - 企画
- 翠星のガルガンティア 〜めぐる航路、遥か〜 - 企画

### アニメーション映画
2001年
- Di Gi Charat 星の旅 - 製作総指揮

2002年
- 爆転シュート ベイブレード THE MOVIE 激闘!!タカオVS大地 - 製作

2014年
- 劇場版 カードファイト!! ヴァンガード ネオンメサイア - 製作総指揮・原案

2015年
- ラブライブ!The School Idol Movie - 製作

2016年
- 劇場版 探偵オペラ ミルキィホームズ〜逆襲のミルキィホームズ〜 - 製作総指揮・原案

2019年
- BanG Dream! FILM LIVE - 製作総指揮

2021年
- 劇場版 BanG Dream! Episode of Roselia - 製作総指揮
- BanG Dream! FILM LIVE 2nd Stage - 製作総指揮
- 劇場版アルゴナビス 流星のオブリガート - 製作総指揮

2023年
- アリスとテレスのまぼろし工場 - 製作

### テレビドラマ
2012年
- STAND UP!ヴァンガード - エグゼクティブプロデューサー

2013年
- ファイヤーレオン - エグゼクティブプロデューサー

### 実写映画
2008年
- アクエリアンエイジ劇場版 - 製作、エグゼクティブプロデューサー

2013年
- フジミ姫〜あるゾンビ少女の災難〜 - エグゼクティブプロデューサー

2014年
- 劇場版 カードファイト!! ヴァンガード 3つのゲーム - 製作総指揮・原案

### ミュージカル
2005年
- ギャラクシーエンジェル - エグゼクティブプロデューサー
- ギャラクシーエンジェル Re-MIX - エグゼクティブプロデューサー

### バラエティ番組
2011年
- ヴァンガードTV - 企画
- ヴァンガ道 - 企画

2012年
- ヴァンガードTV2 - 企画

2013年
- ヴァンガ道（第2期） - 企画

2014年
- ヴァンガードTV TRY - 企画
- 月刊ブシロードTV - 企画
- みるみるミルキィ - 製作総指揮
- ヴァンガードスタジアム - 企画

2016年
- みるみるミルキィ（第2期） - 製作総指揮

2017年
- みるみるミルキィ（第3期） - 製作総指揮

2018年
- バンドリ!TV - 企画

2019年
- バンドリ!TV（第2期） - 企画

2020年
- D4DJ TV - 製作総指揮

## 著作
- 『煽動者 徹底プロモーション 仕掛人の哲学 通常版』ホビージャパン、2013年1月4日。ISBN 9784798605302。
  - 『煽動者 徹底プロモーション 仕掛人の哲学 限定版』ホビージャパン、2013年1月4日。ISBN 9784798605319。
- 『すべてのジャンルはマニアが潰す 〜会社を2度上場させた規格外の哲学〜』ホビージャパン、2022年3月25日。ISBN 9784798625430。

## レギュラー出演
- でじこのへや（2000年10月 - 2001年5月、ラジオ大阪） - コーナーパーソナリティ
- 菜の花すみれと富田麻帆のサタデーナイトチャレンジ（2006年10月6日 - 2007年3月30日、ラジオ関西）
- サンデーVSマガジン カードゲームラジオ（2008年7月 - 2009年9月16日、音泉・HiBiKi Radio Station）

## その他の出演

### テレビ
- ヴァンガ道（2012年1月3日[42]・3月25日[43]・3月27日[44]、テレビ東京）
- オトナの!（2012年1月12日[45]・1月19日[46]、TBSテレビ）
- サンデースクランブル（2012年8月19日[47]、テレビ朝日）
- ヴァンガ道（第2期）（2013年6月1日[48]・6月8日[49]・9月7日[50]・12月14日[51]・12月21日[52]・12月28日[53]、テレビ東京）
- ヴァンガードTV TRY（2014年1月6日[54]・3月3日[55]・3月31日[56]、テレビ東京）
- ANNスーパーJチャンネル（2017年7月2日[57]、テレビ朝日）
- がっちりマンデー!!（2017年8月6日[58]、TBSテレビ）
- 今夜一杯どうですか?（2018年8月18日[59]、TBSテレビ）
- musicる TV（2020年1月14日[60]、テレビ朝日）
- 金言Picks〜次なる起業家に、知恵をさずける（2021年1月10日[61]・1月17日[62]・1月24日[63]、TBSテレビ）

### インターネットテレビ
- THE UPDATE（2020年5月11日[64]、NewsPicks）
- Greatest Hints（2021年1月25日[65]、NewsPicks）
- OFFRECO.（2021年2月26日[66]、NewsPicks）

### ラジオ
- カードファイト!! ヴァンガード ラジオ（2012年1月5日、HiBiKi Radio Station） - ゲスト
- 企業トップが語る!威風堂々（2022年8月24日[67]、ラジオNIKKEI第1） - ゲスト

### コンピュータゲーム
- プリンセスコンチェルト（本人役）